# Рисикко, Паула
Па́ула Си́никка Ри́сикко (фин. Paula Sinikka Risikko, в девичестве Пе́лттари, Pelttari; род. 4 июня 1960, Юлихярмя, Южная Остроботния) — финский политический и государственный деятель. Член партии Национальная коалиция. Депутат эдускунты с 2003 года. Первый вице-спикер эдускунты с 21 июня 2023 года. Спикер эдускунты (2018—2019), министр внутренних дел (2016—2018), министр транспорта и по делам местного самоуправления (2014—2015), министр социального обеспечения и здравоохранения (2011—2014).

## Биография
Родилась 4 июня 1960 года в городе Юлихярмя, в Финляндии.
Получила степень доктора в области наук о здоровье.
Работала медсестрой, учителем и руководителем.
По результатам парламентских выборов 2003 года впервые избрана в парламент Финляндии в избирательном округе Вааса.
С 22 июня 2011 по 24 июня 2014 года была в должности министра социального обеспечения и здравоохранения в кабинете правительства Катайнена.
2 мая 2014 года объявила о своём намерении бороться за пост председателя партии Национальная коалиция и соответственно за кресло премьер-министра в правительстве Финляндии. По опросам общественного мнения, вместе с Яном Вапаавуори заняли вторые позиции после Александра Стубба (24 % опрошенных в возрасте старше 60 лет хотели бы видеть Паулу будущим премьер-министром).
С 24 июня 2014 года — министр транспорта и по делам местного самоуправления в кабинете Стубба.
С 22 июня 2016 года — министр внутренних дел в правительстве Сипиля. Эксперт по вопросам России.
5 февраля 2018 года была избрана спикером финского парламента, сменив на этом посту Марию Лохелу. Исполняла обязанности до 24 апреля 2019 года.
В 2019–2023 годах — глава парламентского комитета по культуре.
21 июня 2023 года избрана первым вице-спикером эдускунты, получила 177 голосов депутатов.

## Семья
- Муж (с 2000 года) — Хейкки Рисикко (Heikki Risikko).